# Печать Техаса
Печать штата Техас (англ. The Seal of the State of Texas) — один из государственных символов штата Техас, США.

## История
Государственная печать штата была разработана на основе принятой 25 января 1839 года печати Республики Техас и утверждена Конституцией Техаса в 1845 году. В соответствующей главе Конституции сказано, что печать штата должна использоваться губернатором штата на официальных документах, а эмблема печати должна содержать пятиконечную звезду, окружённую оливковой и дубовой ветвями, а также иметь в изображении название штата Техас.
В настоящее время используется двусторонняя государственная печать штата Техас, представленная на утверждение в 1991 году Генеральным секретарём штата Джоном Ханном (младшим) и утверждённая губернатором штата Энн Ричардс.

## Дизайн
Аверс
Согласно Конституции Техаса на лицевой стороне государственной печати штата изображена золотая пятиконечная звезда на лазуревом поле, окружённая дубовой и оливковой ветвями. По внешней окружности эмблемы надпись на английском языке «The State of Texas» (англ. «Штат Техас»).
Реверс

Реверс печати

Обратная сторона государственной печати штата Техас спроектирована более детально и в соответствии с Конституцией штата включает в себя центральное изображение щита, нижняя половина которого разделена на две части. В нижней левой части щита расположена пушка периода битвы при Гонсалесе, в нижней правой части — железнодорожный мост Винса. Верхняя половина щита занята изображением миссии Аламо. Сам щит окружён ветвями дуба и оливы, а также кольцом из флагов Королевства Франции, Королевства Испании, Соединённых Штатов Мексики, Республики Техас, Конфедеративных Штатов Америки и Соединённых Штатов Америки. Над щитом находится девиз на английском языке «Remember the Alamo!» (англ. «Помни Аламо!»), под щитом — надпись «Texas one and indivisible» (англ. «Техас единый и неделимый»). В верхней центральной части реверса между флагами изображена белая пятиконечная звезда.